# Bactrocera bullata
Bactrocera bullata är en tvåvingeart som beskrevs av Drew 1989. Bactrocera bullata ingår i släktet Bactrocera och familjen borrflugor. Inga underarter finns listade.